# آگنیشکا پاپیولویچ
آگنیشکا پاپیولویچ (انگلیسی: Agnieszka Popielewicz؛ زادهٔ ۱۹ مارس ۱۹۸۵) روزنامه‌نگار، و مدل اهل لهستان است. وی از سال ۲۰۰۲ میلادی تاکنون مشغول فعالیت بوده‌است.
از فیلم‌ها یا مجموعه‌های تلویزیونی که وی در آن‌ها نقش داشته است، می‌توان به هتل ۵۲ اشاره نمود.